# Jornada Mundial de la Joventut 2005
La XX Jornada Mundial de la Joventut o la Jornada Mundial de la Joventut 2005 va ser una festa juvenil catòlica que va començar el 16 d'agost i va continuar fins al 21 d'agost de 2005 a Colònia (Alemanya), en commemoració del 20è aniversari de la creació de la Jornada Mundial de la Joventut celebrada l'any 1985 a Roma. Va ser primera Jornada Mundial de la Joventut i viatge a l'estranger del Papa Benet XVI, que es va incorporar a la festa el 18 d'agost. Aquesta trobada la va decidir l'anterior papa, Joan Pau II, durant la Jornada Mundial de la Joventut de Toronto de 2002.
El lema era «Hem vingut a adorar-lo». (Mt 2,2).
Durant la setmana hi van assistir uns 400.000 joves de 200 països i més d'1.000.000 van venir el cap de setmana. S'hi van unir uns 600 bisbes i cardenals, així com 6.600 periodistes.

## Les jornades apostòliques del Papa a Alemanya
| «                | No us deixeu dissuadir de participar en la missa dominical i ajudeu els altres a descobrir-la també. Això és perquè l'Eucaristia allibera l'alegria que tant necessitem, i hem d'aprendre a captar-la cada cop més profundament, hem d'aprendre a estimar-la. | » |
| — Papa Benet XVI | |   |

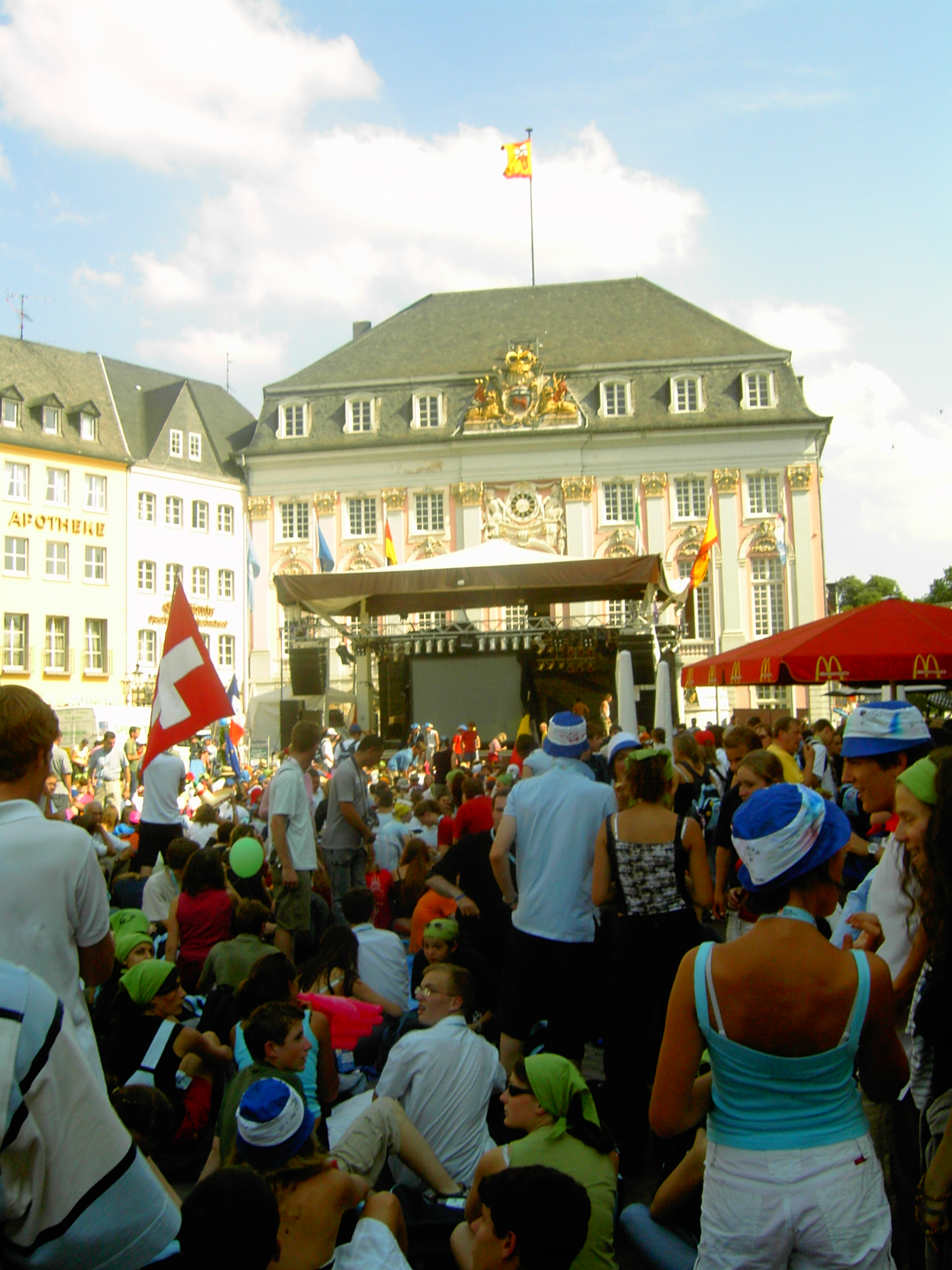
Pelegrins a Bonn
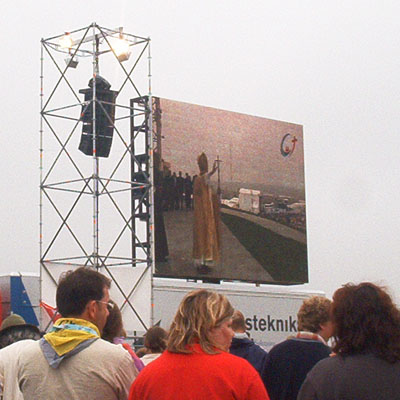
Els pelegrins veient el Papa Benet XVI celebrant la missa a les grans pantalles

Originalment, el Papa Joan Pau II havia d'assistir a la Jornada Mundial de la Joventut a Colònia. Com que va morir quatre mesos abans, va ser, en canvi, el primer viatge apostòlic del seu successor el papa Benet XVI. La majoria dels pelegrins a la Jornada Mundial de la Joventut van fer els seus plans per venir quan Joan Pau II encara era Papa, i havien esperat veure'l. Abans que el papa Benet XVI dirigís la missa central, es va reunir amb diversos polítics i altres.

### Dijous, 18 d'agost
- 12:00 - El Papa arriba a l'aeroport de Colònia-Bonn.
- 16:45-18:00 - Viatge pel Rin, el Papa va parlar a Köln-Poll.
- 18:15 - El Papa visita la catedral de Colònia.

### Divendres, 19 d'agost
- 10:30 - El Papa es va reunir amb el president alemany Horst Köhler a Villa Hammerschmidt de Bonn.
- 12:00 - El Papa visita la sinagoga de la Roonstraße de Colònia. La sinagoga va ser destruïda pels nazis el 1938 i va ser reconstruïda a la dècada del 1950.
- 5:00 - El Papa es va reunir i va resar les vespres amb seminaristes de més de 80 nacions a Sant Pantaleó.

### Dissabte, 20 d'agost
- 10:00 - El Papa es va reunir amb el canceller Gerhard Schröder, el president de la Dieta Federal Wolfgang Thierse, la presidenta de la Unió Demòcrata Cristiana Angela Merkel i el ministre-president de Rin del Nord-Westfàlia Jürgen Rüttgers.

El Papa va emetre una indulgència plenaria per als assistents a la Jornada Mundial de la Joventut, amb una indulgència parcial a l'abast de tots els que resen fervorosament, amb un cor contrit, a aquesta joventut cristiana:
- enfortir-se en la professió de la Fe;
- confirmar-se en amor i reverència cap als seus pares; i
- prendre una ferma decisió de seguir «les santes normes de l'Evangeli i de la Mare Església» per viure la seva vida familiar present o futura, o qualsevol vocació a la qual siguin cridats per Déu.

### Diumenge, 21 d'agost
- Es calcula que 1.000.000 de persones, després d'acampar a l'aire lliure tota la nit, es van unir al Papa Benet XVI per a la missa final a l'extens Marienfeld, prop del poble de Kerpen. Els participants massa lluny per veure el Papa a l'extens camp van veure els serveis en més de 15 grans pantalles de televisió.[2] El Papa va anunciar al final de la missa que la propera Jornada Mundial de la Joventut tindria lloc a Sydney, Austràlia.[3]

## Grups assistents
Nombrosos grups d'interès van assistir a la Jornada Mundial de la Joventut: escoles, universitats, grups eclesiàstics i nous moviments van estar ben representats per la seva assistència.

## Galeria d'imatges

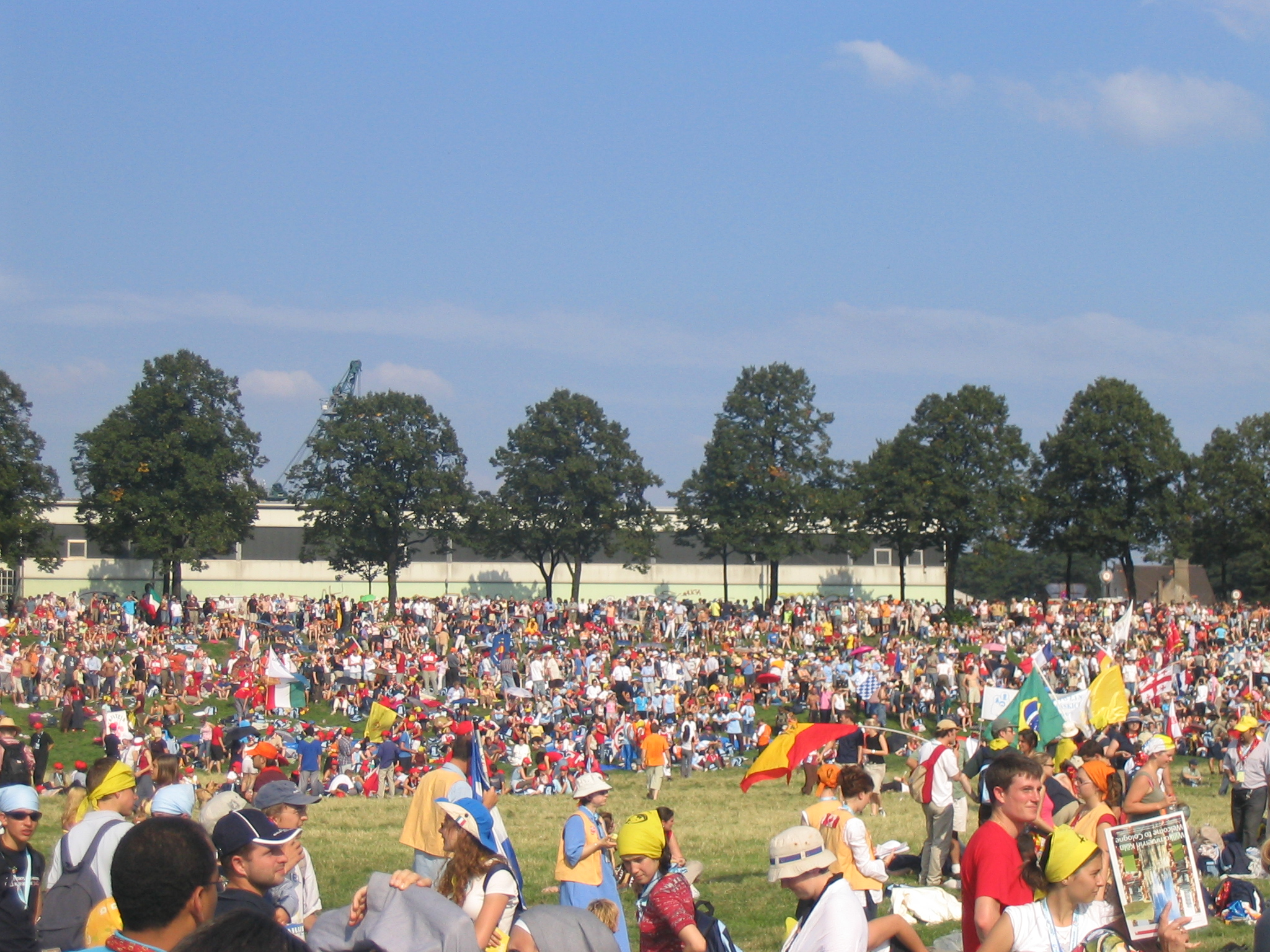
Pelegrins esperant el Papa al Rin
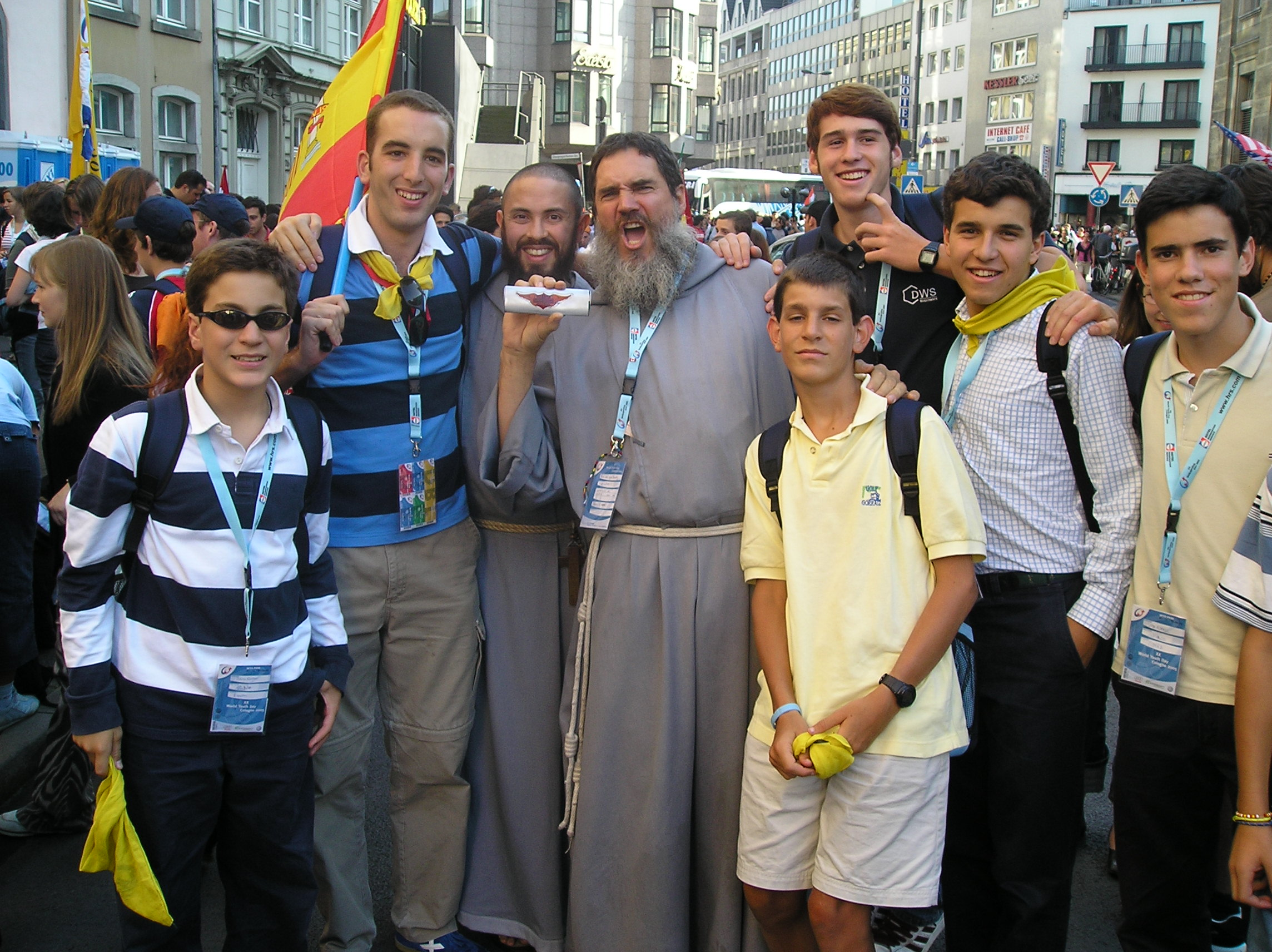
Pelegrins
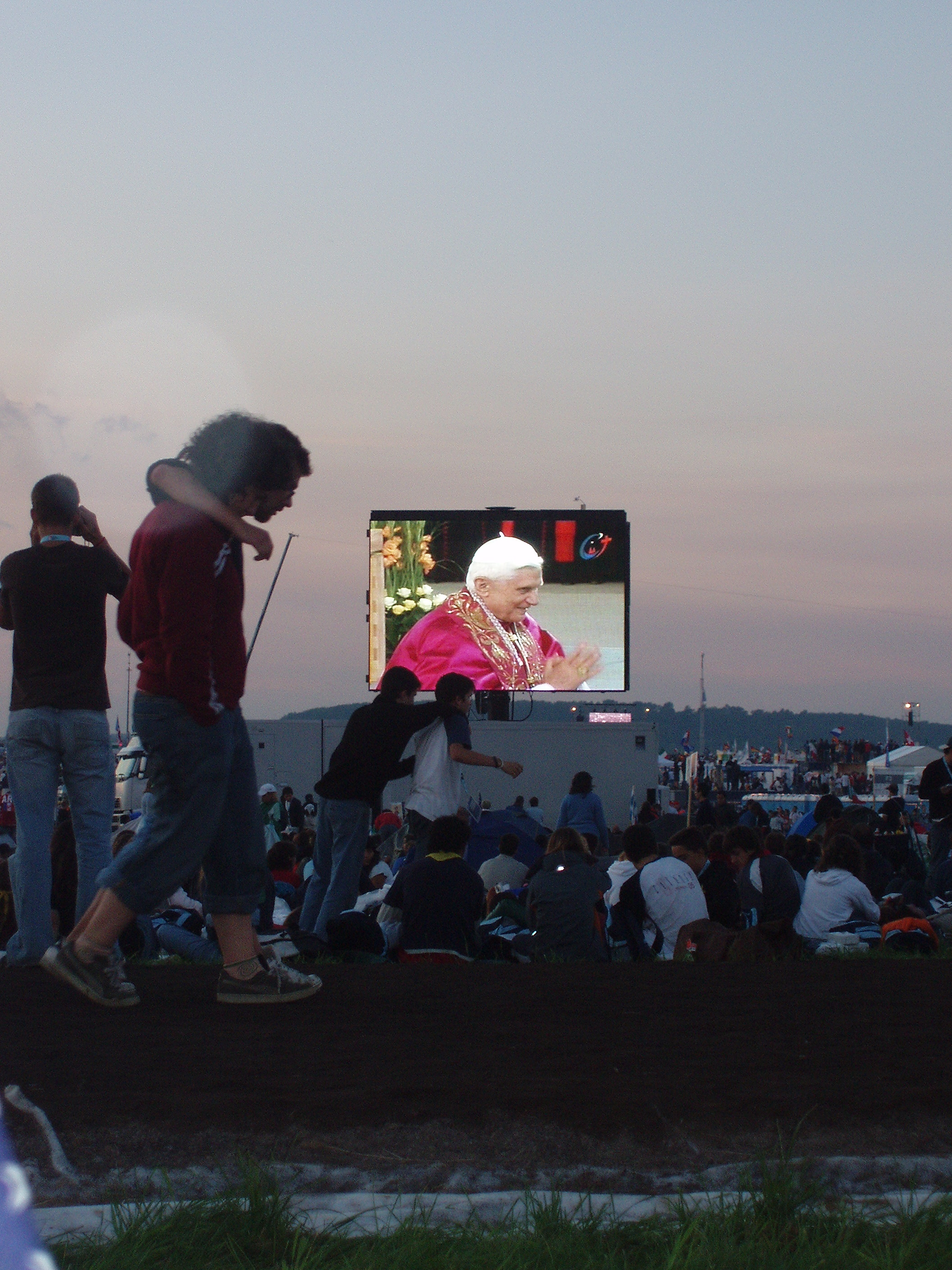
Trobada amb el Papa

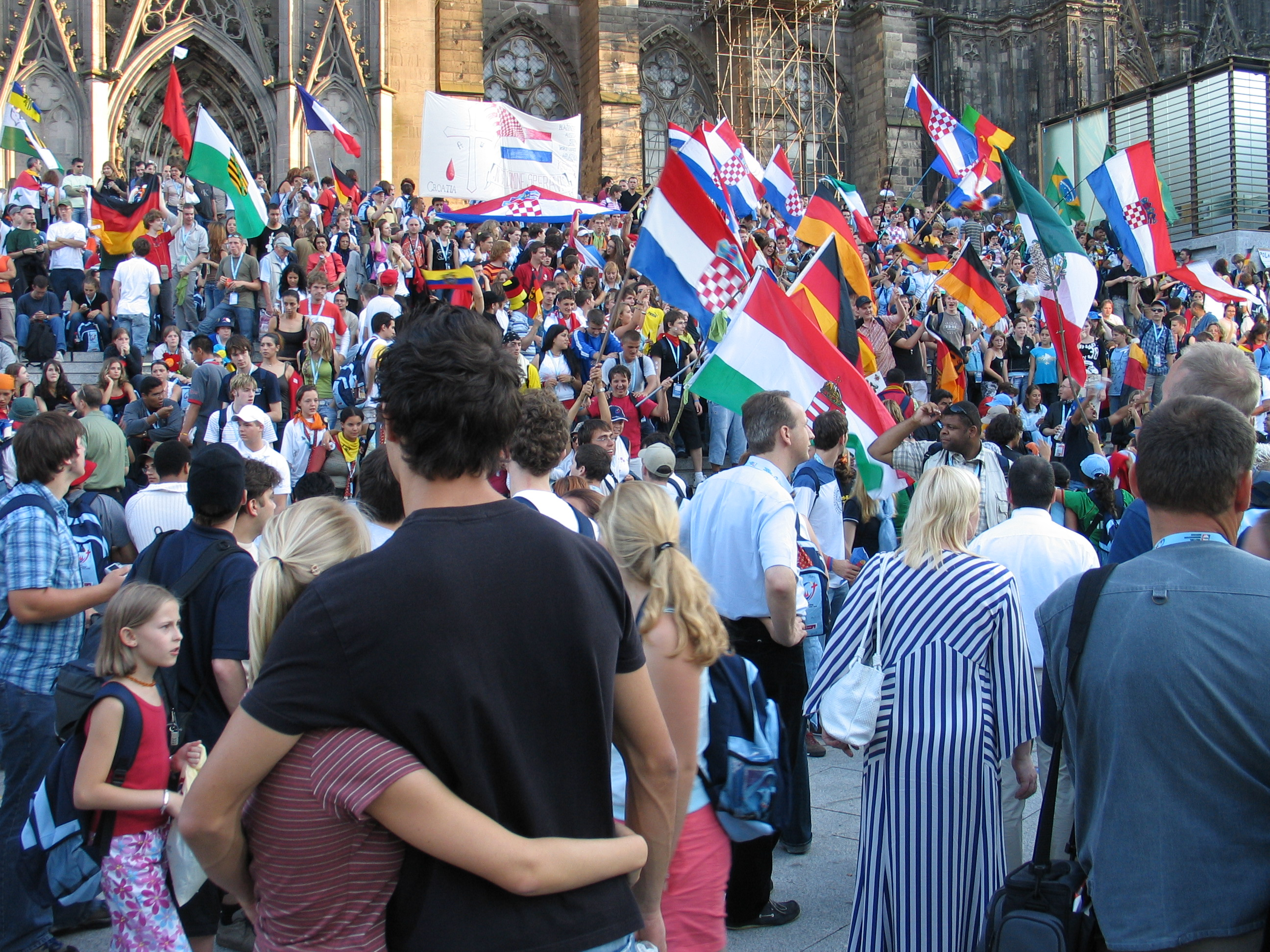
Pelegrins a les portes de la catedral de Colònia
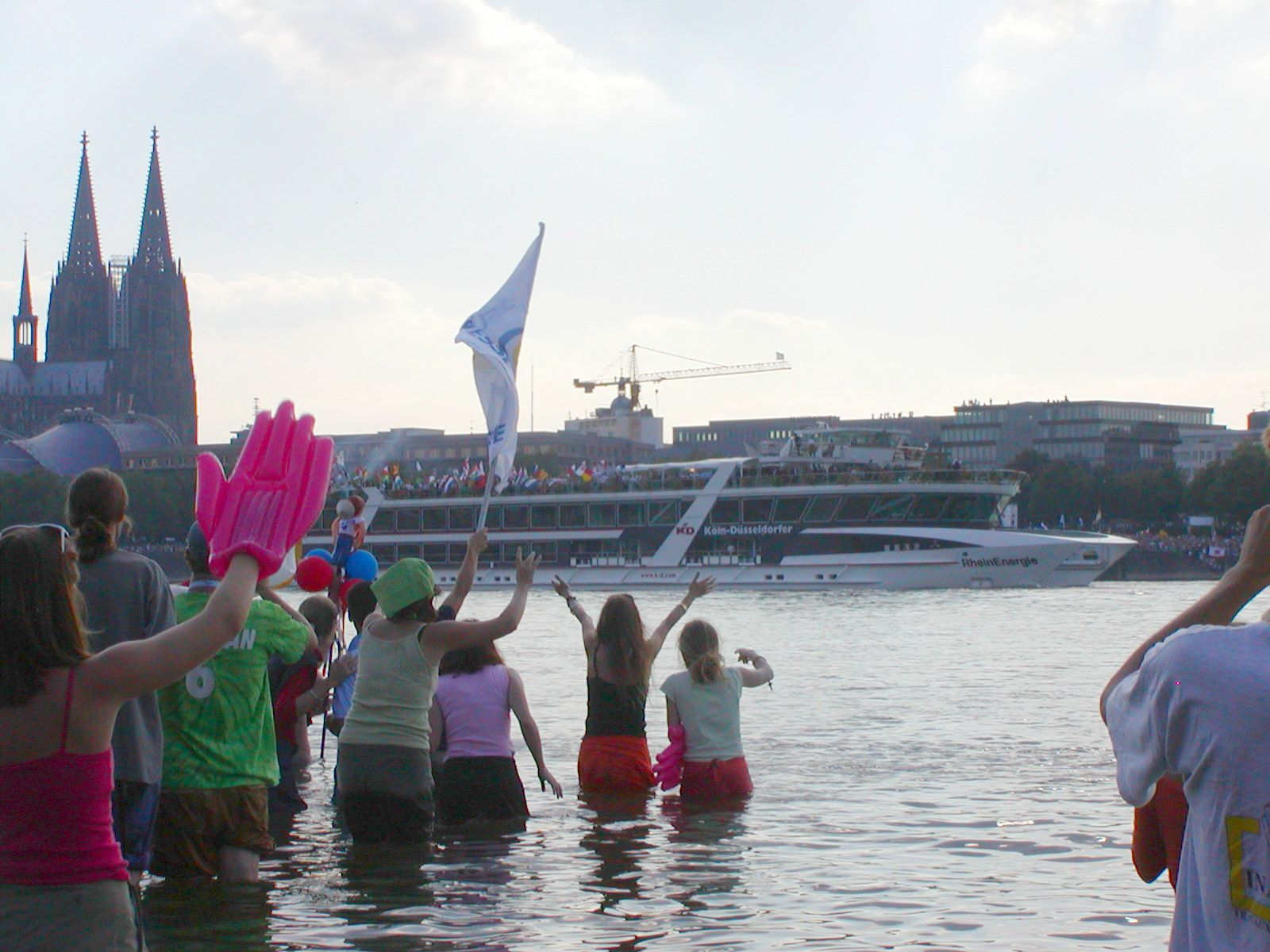
Arribada del Papa a Colònia creuant el Rin
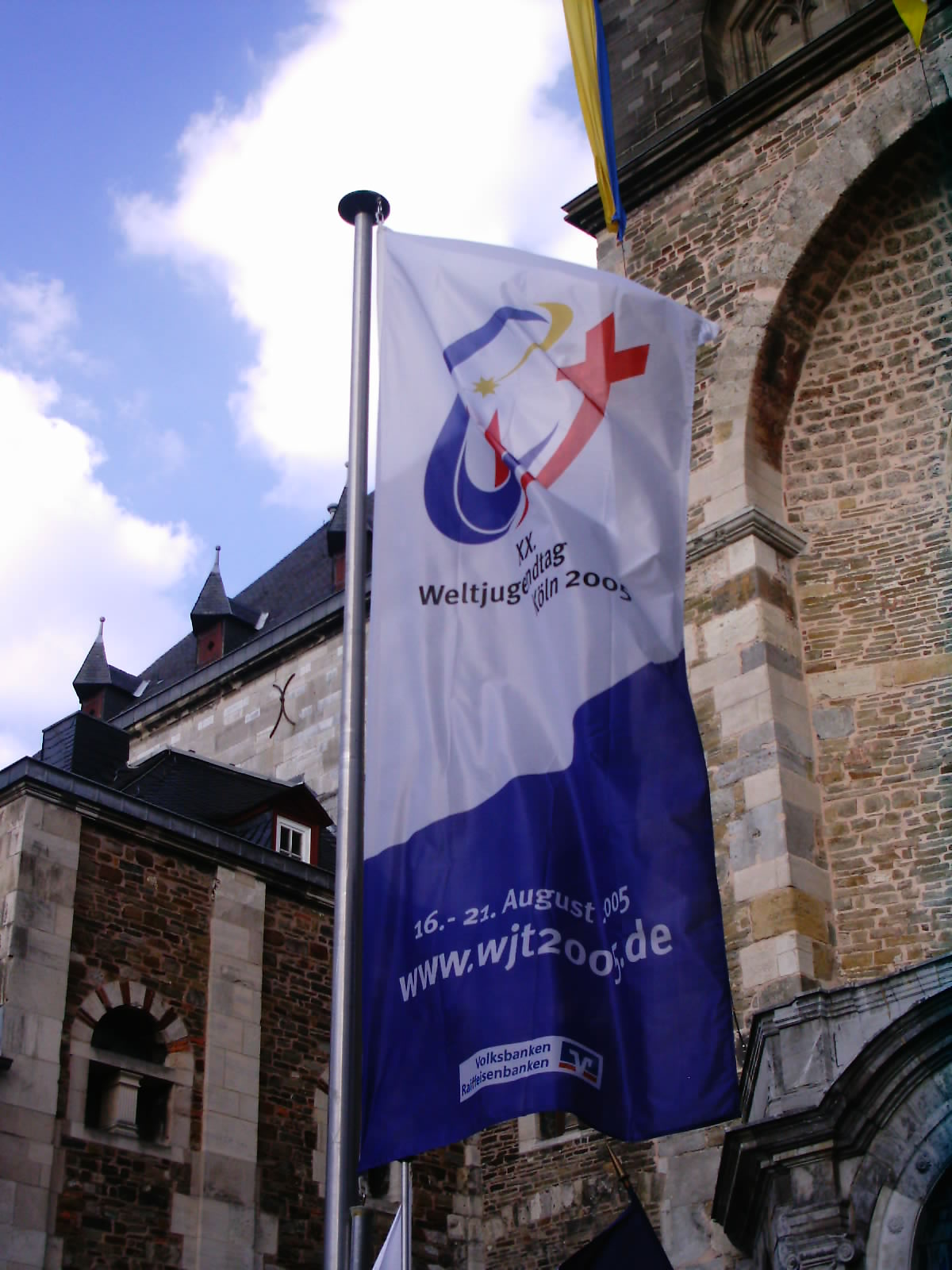
Bandera amb el logotip de la JMJ 2005

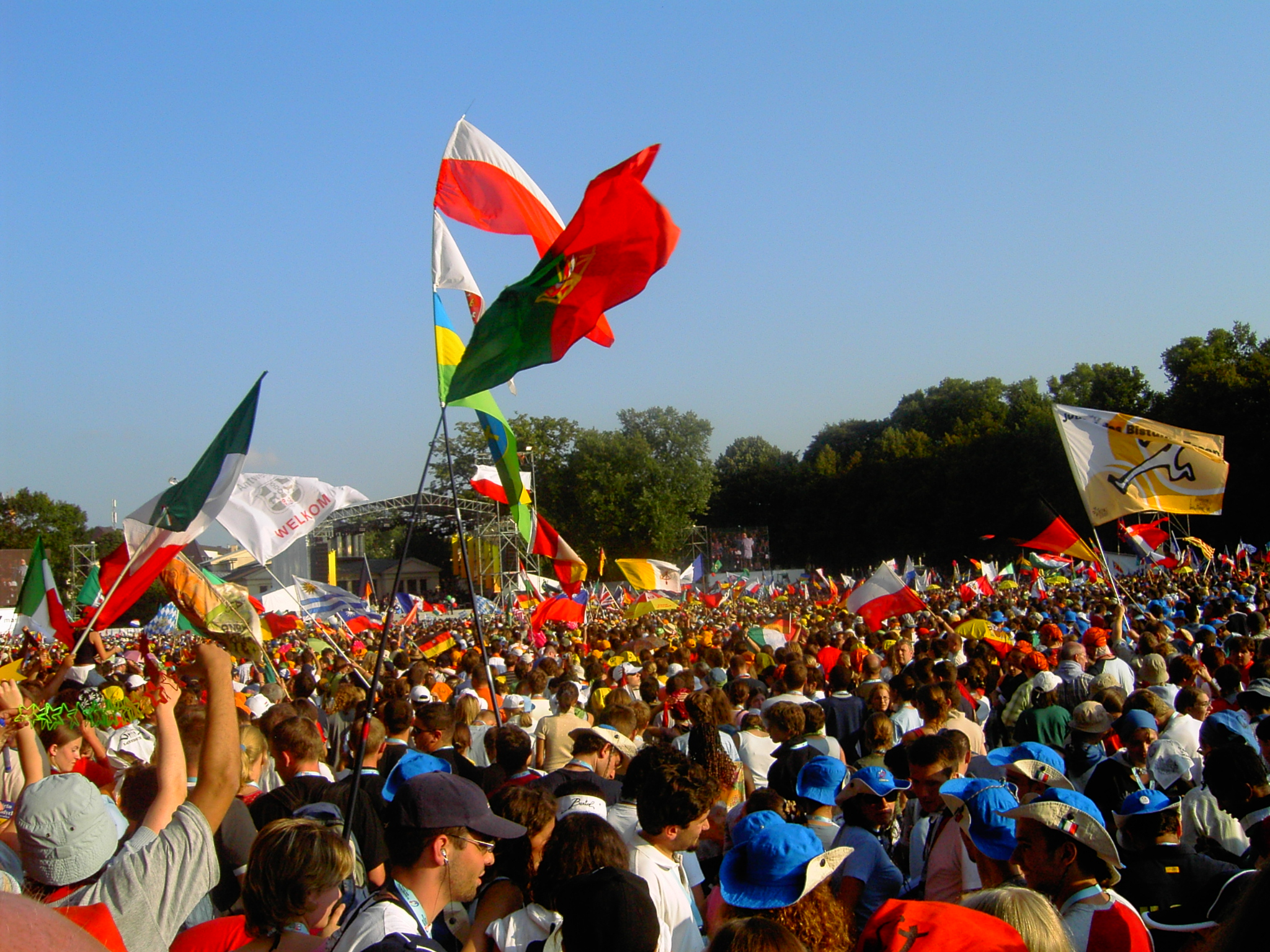
Festa d'inauguració a Bonn
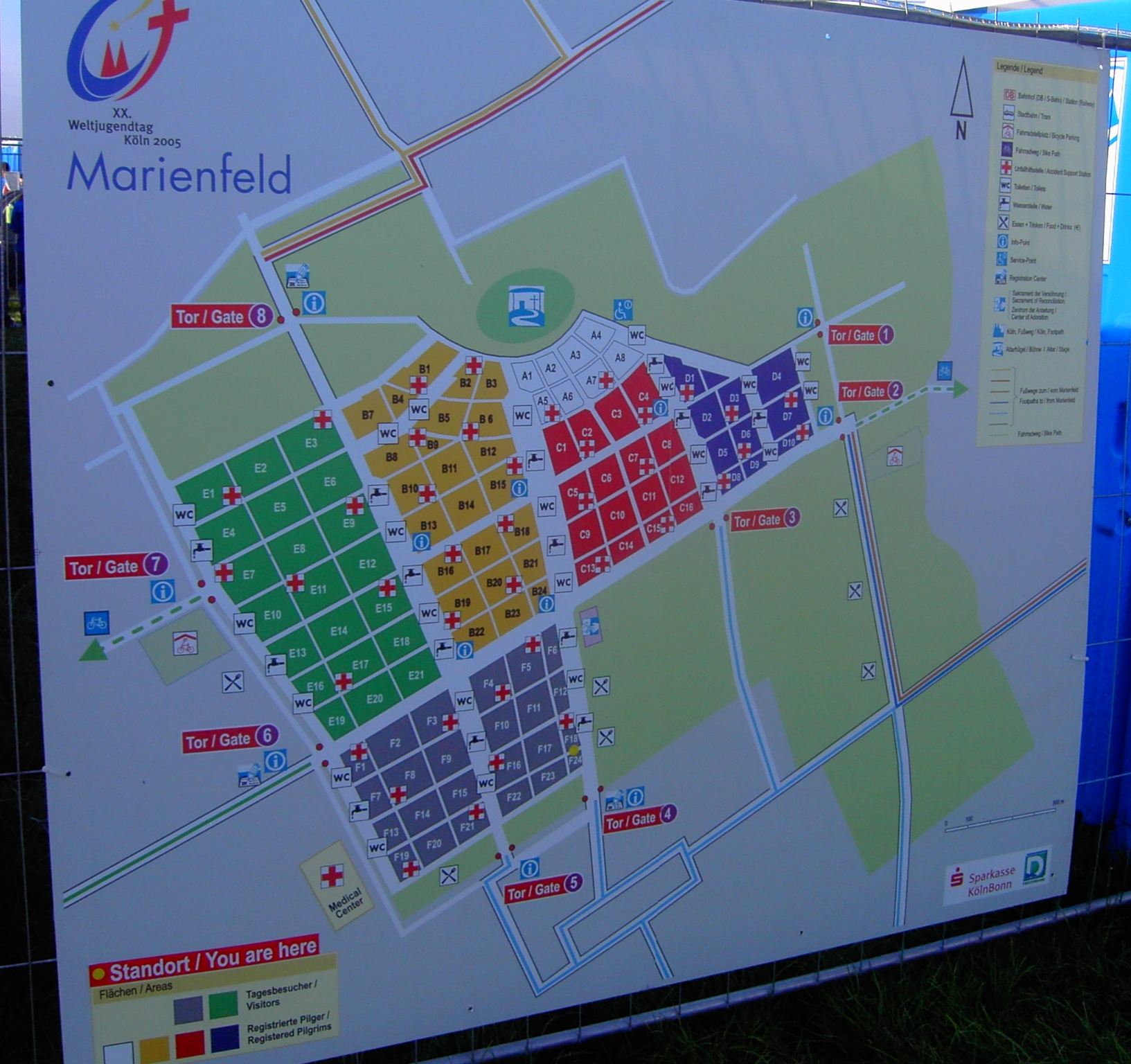
Mapa de Marienfeld
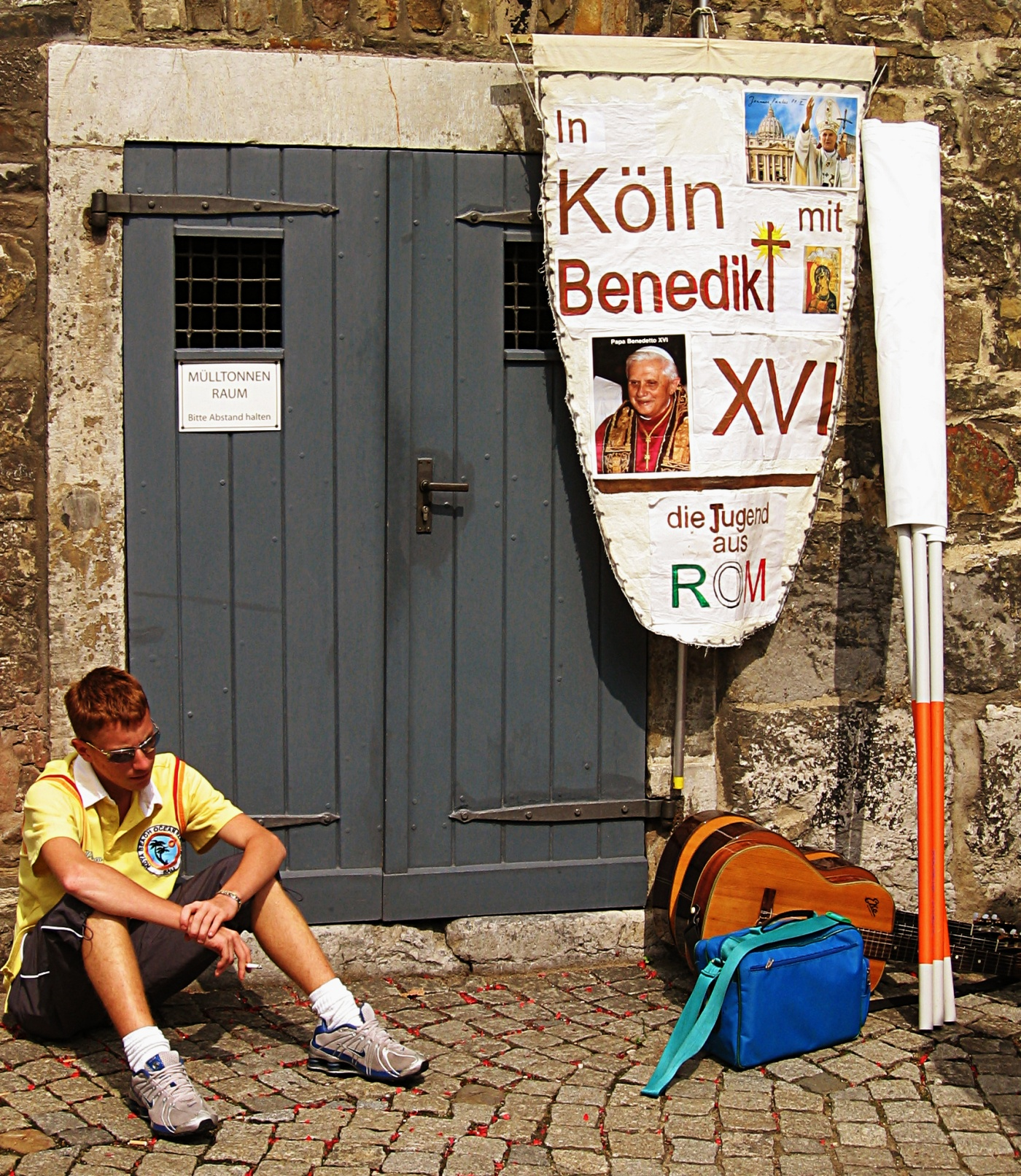
Peregrí a Aquisgrà

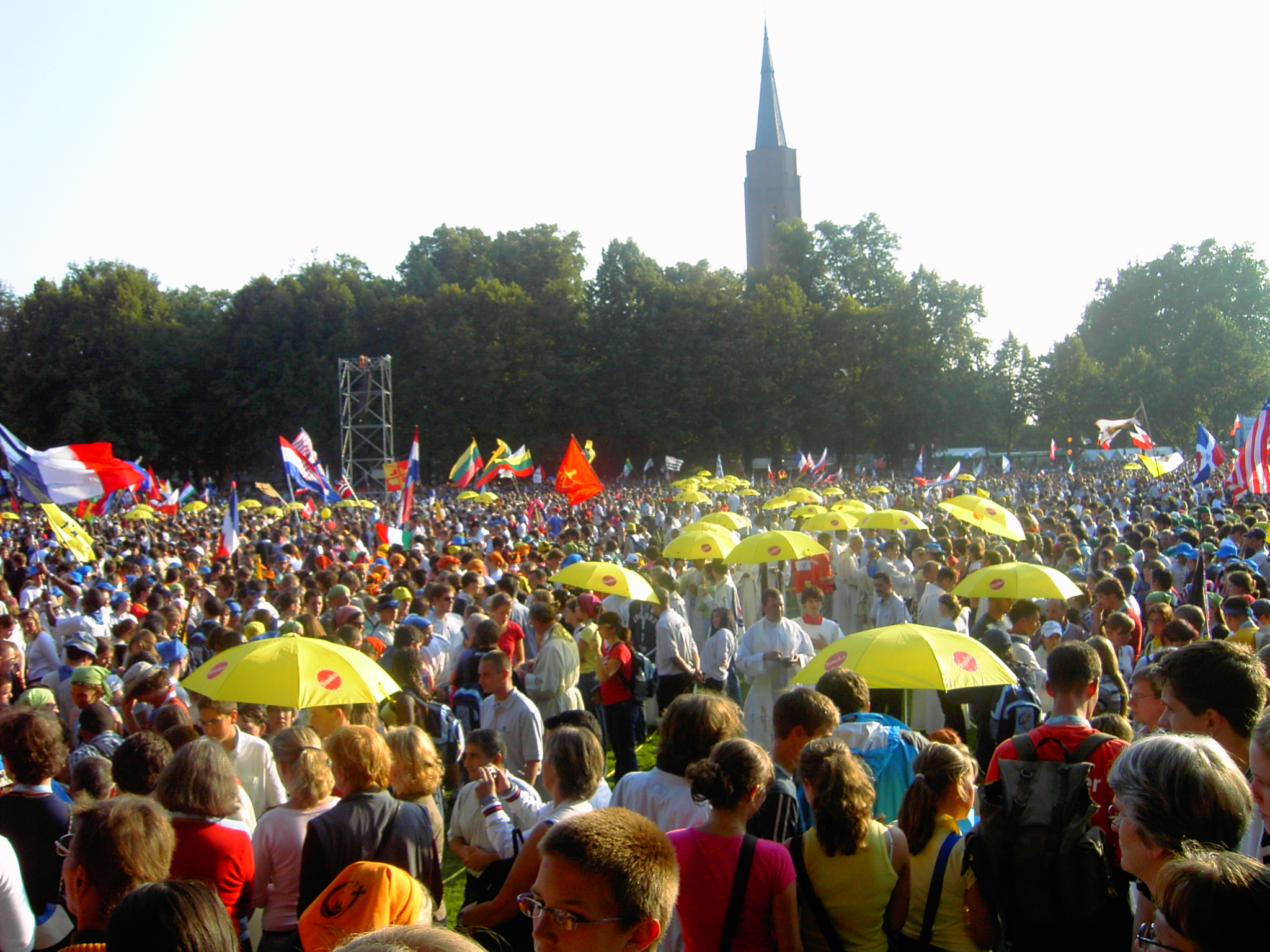
Festes inaugurals
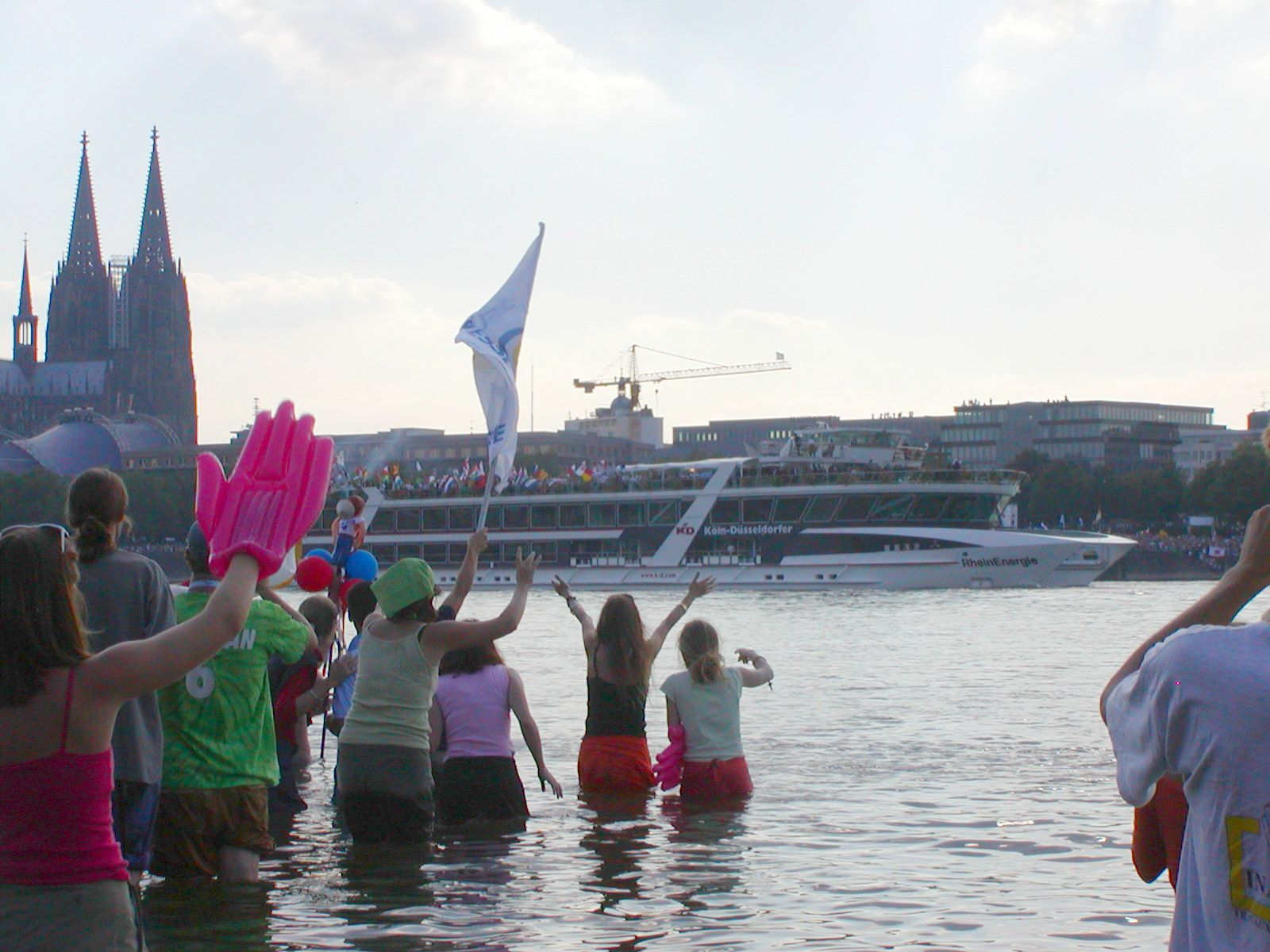
Pelegrins animats entren al Rin durant el viatge del Papa pel Rin cap a Colònia
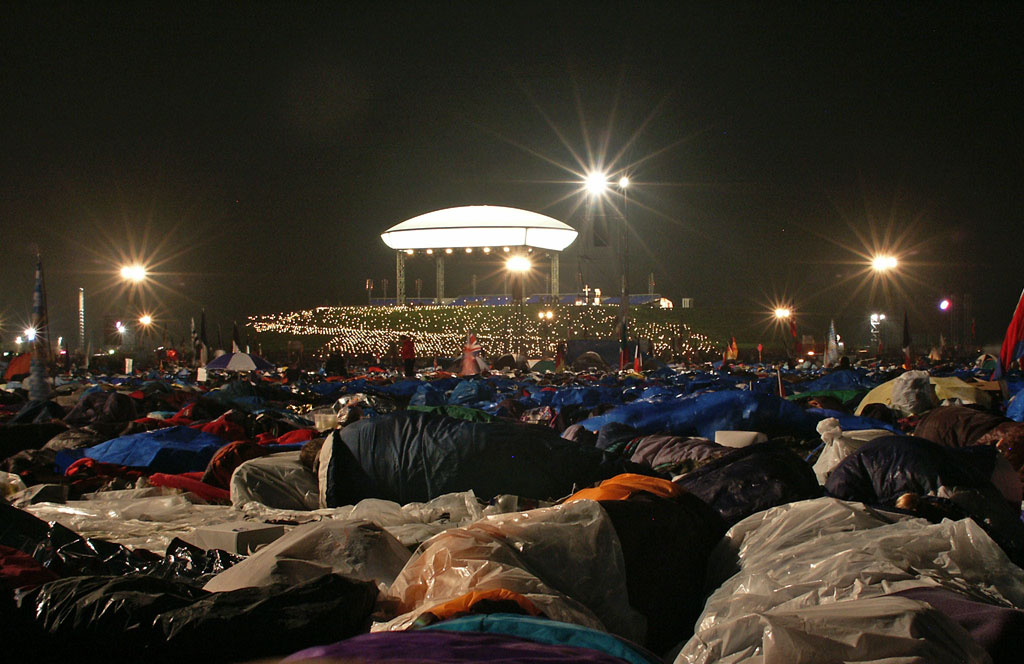
Milers de pelegrins adormits la nit del 20 al 21 d'agost de 2005 a les 03:00